# Pionki
Pionki ist eine Stadt im Powiat Radomski der Woiwodschaft Masowien, Polen.

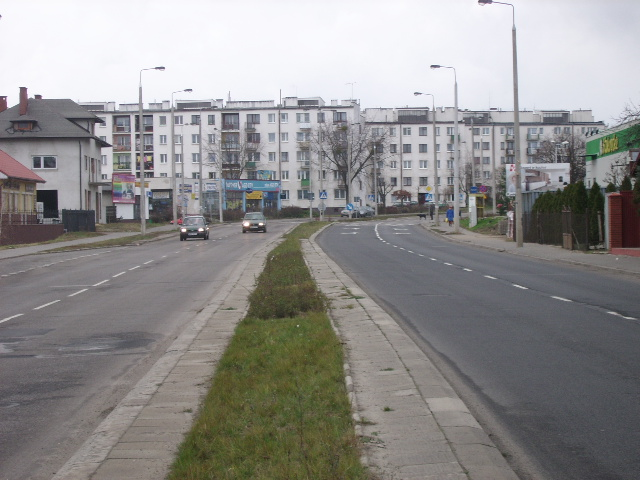
Blick auf die Mickiewicza-Straße

## Geschichte
Die Gegend um das heutige Pionki wurde erstmals 1391 erwähnt. Seit dem 14. Jahrhundert existierten am Fluss Zagożdżon, der die Gegend durchfließt, zwei Dörfer, neben Pionki noch Zagożdżon, mit jeweils einer Wassermühle. Zwei Gedenksteine erinnern bis heute an den 1. Januar 1467; einerseits an die Geburt des Königs Sigismund des Ersten und andererseits an eine Jagd, die Kasimir IV. bei Pionki veranstaltete.
Aus dem Jahr 1554 gibt es ein Dokument, in dem die Einnahmen der Sägemühle von Pionki verzeichnet sind. 1629 fand eine Inspektion der königlichen Güter statt, in der die Umstände der damaligen Leibeigenschaft näher beschrieben wurden. Während der sogenannten Schwedischen Sintflut, als Polen mehreren Invasionen benachbarter Mächte ausgesetzt war, blieben die für die Bevölkerung lebensnotwendigen Mühlen am Fluss Zagożdżon jedoch unbeschädigt.
1718 musste die baufällige Mühle von Pionka durch einen Neubau ersetzt werden, 1721 gab es eine dritte Mühle. 1739 existierten in dem Dorf neben den Mühlen drei Häuser mit Werkstätten zur Holzbearbeitung und eine Gastwirtschaft. 1784, als das Gebiet unter russischer Vorherrschaft nach der ersten Teilung Polens stand, erhielt der spätere General Aleksander Bezak für seine treuen Dienste in der russischen Armee Geld, das er in Pionki investierte. So konnte ein neues Sägewerk gebaut werden, und ein Monopol auf die Herstellung und den Verkauf von Alkohol. Auch das ausschließliche Recht für die Einwohner, in den beiden Mühlenteichen zu fischen, wurde eingeführt.
Ab 1839 gab es für die Leibeigenen die Möglichkeit sich freizukaufen und 1840 war genug Geld vorhanden, um die Uferbefestigungen des Flusses zu reparieren. 1844 ergab eine Zählung, dass in Pionki 43 Einwohner lebten und 96 im Nachbardorf Zagożdżon. 1864 begann die Industrialisierung mit dem Bau von Fabriken.
Nach dem Ersten Weltkrieg breitete sich der Ort weiter aus. Ab 1928 entstanden neue Wohnhäuser, ein Schwimmbad, Stadion und eine neue Kirche St. Barbara. 1922 beschäftigte das Sägewerk 100 Arbeiter, 1923 entstand eine Chemiefabrik. 1922 wurde eine militärische Einrichtung zur Überwachung der Aktivitäten ausländischer Geheimdienste gebaut. 1938 errichtete die Gemeinde ein modernes öffentliches Hallenbad mit einer 25-Meter-Bahn und 1939 erhielt Pionki den Status einer Stadt mit etwa 7700 Einwohnern.

## Gemeinde

### Stadtgemeinde
Pionki bildet eine eigenständige Stadtgemeinde.

### Landgemeinde
Die Landgemeinde Pionki, welcher die Stadt nicht angehört, sitzt in der Stadt.

## Persönlichkeiten
- Andrzej Mitan (1950–2018), Sänger, Komponist, Konzept- und Videokünstler, Lyriker, Kunstveranstalter und -verleger
- Andrzej Piaseczny (* 1971), Sänger
- Aneta Rydz (* 1994), Hochspringerin